# Karos unispinosus
Karos unispinosus is een hooiwagen uit de familie Stygnopsidae.